# Uelle
Der Uelle (auch Uëlle, im Demokratischen Kongo belgo-französisch Uele, in Zentralafrika franko-französisch Ouélé geschrieben) ist der 1130 km lange größere Quellfluss des Ubangi.

## Verlauf

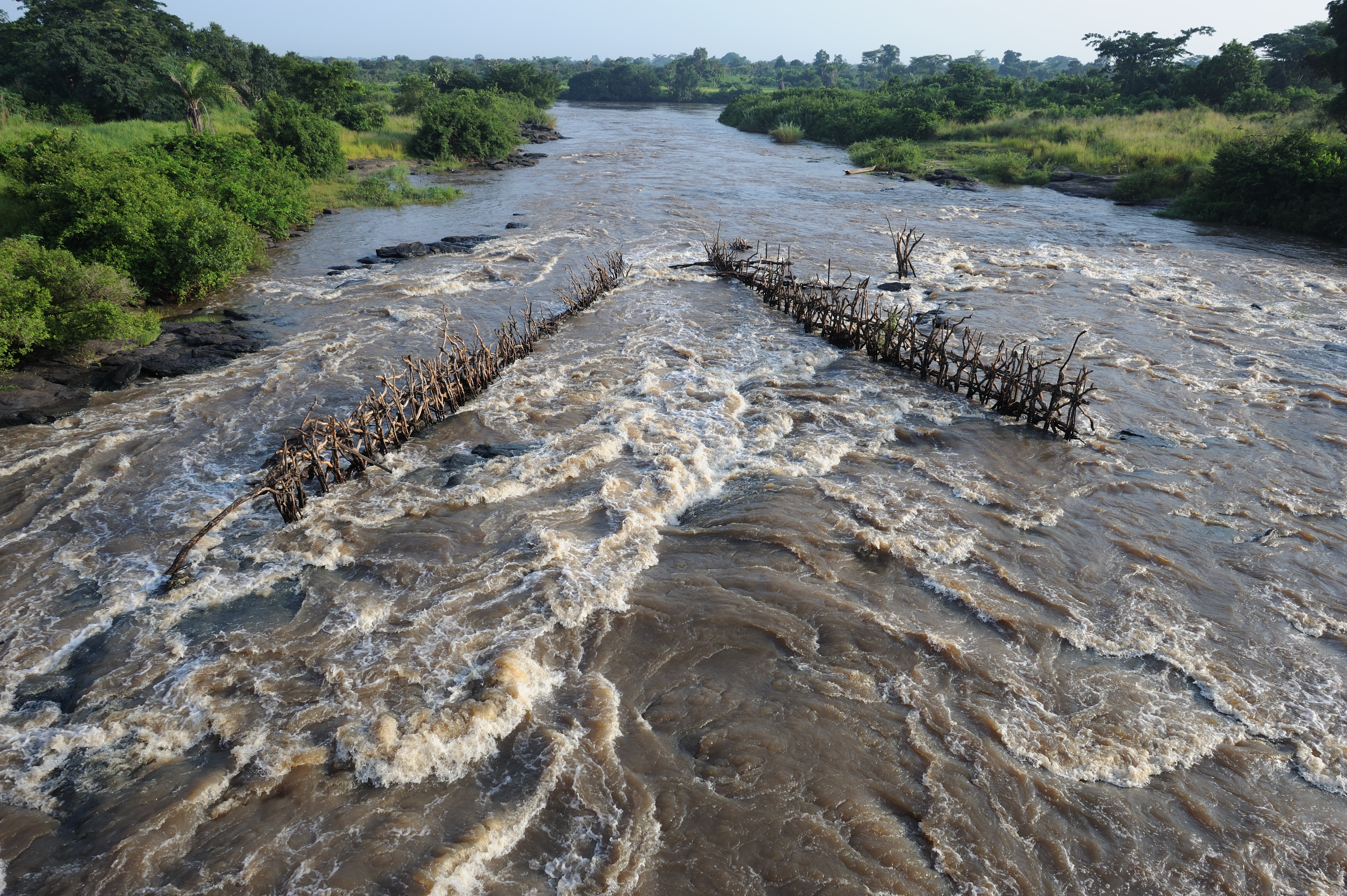
Stromschnelle des Uelle mit Reusen

Sein Einzugsgebiet erstreckt sich über 135.400 km² und liegt in den kongolesischen Provinzen Haut-Uele, Bas-Uele und Ituri.
Der Uele entsteht am Westrand der Zentralafrikanischen Schwelle nordwestlich des Albertsees aus den Quellflüssen Dungu und Kibali. Nach dem Zusammenfluss mit dem Mbomou an der Grenze zur Zentralafrika führt der Fluss den Namen Ubangi und wird im weiteren Verlauf zum zweitgrößten Nebenfluss des Kongo.
Sein Einzugsgebiet wird von den Azande bewohnt.